# Oulimnius echinatus
Oulimnius echinatus là một loài bọ cánh cứng trong họ Elmidae. Loài này được Berthélemy miêu tả khoa học năm 1979.